# Bronisław Malinowski
Bronisław Kasper Malinowski (Cracòvia, 1884 - New Haven, Connecticut, 1942) va ser un antropòleg polonès. Defensor i impulsor del funcionalisme, fou professor a les universitats de Londres i Yale, i realitzà nombrosos treballs de camp, especialment entre els pobles de les illes Trobriand (Nova Guinea) i Austràlia. Se'l considera també el pare del modern mètode etnogràfic consistent en l'observació participant sobre el terreny.

## Treball de camp
Va ser un dels primers a voler-se allunyar dels treballs als gabinets, aprofundint en els treballs de camp i intentant superar l'etnocentrisme, coneixent, d'aquesta manera, les diferents cultures en pròpia persona. El 1914, va realitzar el seu primer treball de camp a Nova Guinea a les illes Trobariand. De la seva investigació, va poder extreure el seu treball titulat Argonautes del Pacífic occidental, el qual va fer que destaqués en el món de l'antropologia, ressaltant la seva obra com a imprescindible en l'estudi d'aquesta pràctica. Aquesta prospecció s'encaixa en funcionalisme, concepte que en ciències socials conceptualitza les funcions dels individus dins d'una cultura. Així, es considera que la cultura és "aquell tot complex que engloba les creences, l'art, el coneixement, els costums i, en definitiva, totes les capacitats i hàbits que adquireix l'individu d'una societat".
Malinowski va estar en contacte directe amb la doctrina evolucionista, principalment per Westermanrck. Malinowski proposa una visió més esquemàtica i clara que la visió del "tot" que presenta l'evolucionisme. D'aquesta forma, s'engloben tots els aspectes de la societat, a més a més del comportament, aspecte que no apareix en la teoria evolucionista.

## Obres
Les seves principals obres són:
- Les illes Trobriand (1915)
- Argonautes del Pacífic occidental (1922)[2]
- Crime and custom in savage society (1926)
- Els mites en la psicologia primitiva (1926)
- Sexe i repressió en la societat salvatge (1927)
- Una teoria científica de la cultura (1944)
- La dinàmica del canvi cultural (1945)
- Màgia, ciència i religió (1948)